# Tordoia
Tordoia è un comune spagnolo di 3 924 abitanti situato nella comunità autonoma della Galizia. Il suo territorio è attraversato dal fiume Tambre.
Tordoia è la dicitura gallega, assunta ufficialmente dal 1985. Fino ad allora il comune si è chiamato Tordoya, secondo la dicitura spagnola.